# Anton Kapustin
Anton Nikolayevich Kapustin (em russo:  Антон Николаевич Капустин; Moscou, 10 de novembro de 1971) é um físico russo-estadunidense.

## Formação e carreira
Anton Kapustin é filho do compositor e pianista Nikolai Kapustin. Obteve em 1993 um bacharelado em física na Universidade Estatal de Moscou, com um doutorado em 1997 no Instituto de Tecnologia da Califórnia, orientado por John Preskill. Lecionou depois na Universidade Stony Brook e então foi chamado como Earle C. Anthony Professor für Theoretische Physik no Instituto de Tecnologia da Califórnia.
Foi palestrante convidado do Congresso Internacional de Matemáticos em Hyderabad (2010).

## Publicações selecionadas
- Hohenberg-Mermin-Wagner-type theorems and dipole symmetry, 2022[3]
- Local Noether theorem for quantum lattice systems and topological invariants of gapped states, 2022[4]
- Electric-Magnetic Duality And The Geometric Langlands Program, 2006[5]
- Topics in Heavy Quark Physics, DIss., 1997[6]